# Ларсен, Николай Бо
Николай Бо Ларсен (дат. Nicolaj Bo Larsen; род. 10 ноября 1971, в городе Роскилле, Дания) — датский профессиональный шоссейный велогонщик. Двукратный Чемпион Дании в групповой гонке (1997, 1999).

## Достижения
1992
1-й Дижон — Осон — Дижон
1993
1-й — Этап 2 Milk Race
1994
3-й Чемпионат Дании — Групповая гонка
1995
1-й — Этап 2 Milk Race
3-й Гран-при Вильгельма Телля
6-й Чемпионат мира — Групповая гонка (любители)
1996
1-й — Этап 17 Джиро д’Италия
2-й Giro del Mendrisiotto
1997
1-й  Чемпион Дании — Групповая гонка
1998
2-й Эшборн — Франкфурт
1999
1-й  Чемпион Дании — Групповая гонка
1-й  Чемпион Дании — Командная гонка с раздельным стартом (вместе с Йеспером Скиббю, Микаэлем Нильсеном)
1-й — Этап 4 Тур Швеции
1-й Fyn Rundt
1-й — Этапы 2 и 10 Херальд Сан Тур
2-й Colliers Classic
6-й Тур Даун Андер — Генеральная классификация
1-й — Этап 1
2000
1-й  Чемпион Дании — Командная гонка с раздельным стартом (вместе с Йеспером Скиббю, Якобом Пиилом)
2-й Чемпионат Дании — Групповая гонка
3-й Классика Филадельфии
2001
1-й Fyn Rundt
2-й Гран-при Марсельезы
2-й Тур дю От-Вар
2-й Чемпионат Дании — Групповая гонка
2-й Colliers Classic

### Гранд-туры
| Гранд-тур                 | 1996 | 1997 | 1998 | 1999 | 2000 | 2001 |
| ------------------------- | ---- | ---- | ---- | ---- | ---- | ---- |
| Джиро д’Италия            | 27   | НФ   | НФ   | —    | —    | —    |
| Тур де Франс              | —    | —    | —    | —    | 99   | НФ   |
| (c 2010 ) Вуэльта Испании | —    | —    | —    | —    | —    | —    |

| —  | Не участвовал  |
| НФ | Не финишировал |